# Friedrich Wilhelm Prüfer
Friedrich Wilhelm Prüfer (* 22. März 1818 in Oberwiesenthal; † 31. Mai 1888 in Mügeln) war ein deutscher konservativer Politiker.

## Leben und Wirken
Der Sohn des Handelsmanns und Posamentierers Johann Wilhelm Prüfer (1783–1835) in Unterwiesenthal besuchte bis 1832 die Bürgerschule in seiner Heimatstadt Oberwiesenthal. Anschließend wechselte er an das Gymnasium in Annaberg, das er 1838 mit Abitur verließ. Nach einem Studium der Rechtswissenschaften an der Universität Leipzig, das er von 1838 bis 1841 absolvierte, kehrte er 1843 als Protokollant nach Oberwiesenthal zurück. 1846 übernahm er zunächst die Stelle eines Aktuars am Amtsgericht Mügeln, stieg jedoch bald zum Assessor auf. Seit 1874 durfte er den Titel Kommissionsrat führen. Er war Begründer der örtlichen Sparkasse in Mügeln und finanzierte die Gründung der Schuhfabrik Schuricht & Prüfer, an der sein Sohn Carl Prüfer (1848–1924) beteiligt war, mit.
Prüfer gehörte 1849 und 1849/50 als Vertreter des 17. Wahlbezirks und von 1877 bis 1873 als Vertreter des 9. städtischen Wahlkreises der II. Kammer des Sächsischen Landtags an.
Die Stadt Mügeln ehrte ihn mit der Ernennung zum Ehrenbürger. In der Stadt Freiberg trägt die Prüferstraße seinen Namen.